# タガラシ
タガラシ（田辛子、田枯し、学名：Ranunculus sceleratus）は、キンポウゲ科キンポウゲ属の越年草。水田や用水路などに生える雑草。有毒植物である。
和名の由来は、噛むと辛味があることから「田辛子」という説と、収量の少ない田に生えることから「田枯らし」という説がある。西国、特に旧周防国、福岡県（久留米市、筑紫地域）、熊本県鹿本郡ではウマゼリと呼ばれてきた。

## 特徴
日本全土の水田のような水たまりによく生える二年草。
高さ25-60cm。花期は3-5月で、よく枝分かれして多数の花をつける。全体に黄緑色で柔らかい。キツネノボタンなどによく似ているが、果実が細長くなるのが特徴。
プロトアネモニンという毒をもち、誤食すると消化器官がただれたり、触ると皮膚がかぶれたりする。